# En Fælde for Julemanden
En Fælde for Julemanden er en amerikansk stumfilm fra 1909 af D. W. Griffith.

## Medvirkende
- Henry B. Walthall som Arthur Rogers
- Marion Leonard som Helen Rogers
- Gladys Egan
- John Tansey
- Kate Bruce